# Коллективные эффекты
Коллективные эффекты — в физике ускорителей, совокупность разнообразных явлений, зависящих от интенсивности пучка заряженных частиц, и влияющих на его динамику в ускорителях. В пучке малой интенсивности частицы не взаимодействуют друг с другом и не влияют на окружение, таким образом, движение частиц полностью определяется внешними электромагнитными полями элементов ускорителя. В интенсивном сгустке поле, создаваемое ансамблем заряженных частиц, влияет на динамику отдельной частицы как непосредственно, так и с помощью полей, наводимых на элементах ускорителя. Именно коллективные эффекты, как правило, ограничивают интенсивность пучка в ускорителях.
Коллективные эффекты могут быть как некогерентными (влияют индивидуально на движение каждой частицы) так и когерентными (заставляют двигаться весь пучок или сгусток синфазно).

## Типы коллективных эффектов
Обычно под коллективными эффектами подразумевают:
- Пространственный заряд — собственное поле всех частиц пучка, без учёта окружения. Этот эффект приводит к дефокусировке частиц пучка, появлению разброса частот собственных колебаний.
- Наведённые поля (wakefields) и импедансы — электрические и магнитные поля, создаваемые зарядами и токами изображения в проводящих элементах вакуумной и ускоряющей системы, а также их представление в частотном отображении. Эффекты, связанные с наведёнными полями, чрезвычайно разнообразны и порождают множество типов неустойчивостей: неустойчивость отрицательной массы, робинсоновская неустойчивость, BBU (beam break-up), head-tail эффект и прочие.

В более широком смысле в коллективные эффекты включают:
- Электронные облака, накопление ионов — накопление заряженных частиц на магнитной дорожке циклических ускорителей, вследствие выбивания из стенок вакуумной камеры под действием синхротронного излучения, или ионизации атомов остаточного газа.
- Эффекты встречи — в коллайдерах взаимодействие с электромагнитным полем встречного пучка.

## Подавление коллективных неустойчивостей
Для борьбы с коллективными неустойчивостями используют различные методы, в зависимости от конкретного типа. Это могут быть пассивные методы, например, специальные покрытия вакуумной камеры для снижения коэффициента вторичной эмиссии, либо активные системы обратной связи.